# Глушковы (Котельничский район)
Глушковы — деревня в Котельничском районе Кировской области в составе Морозовского сельского поселения.

## География
Располагается на расстоянии примерно 31 км по прямой на юг от райцентра города Котельнич.

## История
Известна с 1727 года как починок Глушковский с 1 двором, в 1762 году 150 жителей. В 1873 году здесь (деревня Глушковская или Харичи) отмечено дворов 19 и жителей 145, в 1905 39 и 255, в 1926 (Глушковы или Харичи) 53 и 291, в 1950 50 и 198, в 1989 году проживало 60 человек. Настоящее название утвердилось с 1939 года.

## Население
Постоянное население  составляло 25 человек (русские 100%) в 2002 году, 11 в 2010.

## Известные уроженцы
- Глушков Василий Степанович (1927—1994) — советский и российский деятель науки, юрист, преподаватель высшей школы. Председатель Верховного Суда Марийской АССР (1971―1990). Доцент кафедры права Марийского государственного университета (1990―1994), кандидат юридических наук (1979). Заслуженный юрист РСФСР (1969). Член КПСС.